# Iran do Espirito Santo
Iran do Espirito Santo (Mococa, 1963) è un artista brasiliano di origine italiana.

## Attività artistica
Le sue opere sono in prevalenza installazioni e sculture di tipo concettuale e di gusto minimalista. Ha esposto in diverse sedi europee e americane; nel 1999 ha partecipato alla VI Biennale di Istanbul e alla 48ª Biennale Arte di Venezia, nel 2007 alla 52ª Biennale Arte di Venezia.